# Ngbaka (Sprache)
Das Ngbaka ist eine ubangische Sprache, die von einer Million Personen im Kongo gesprochen wird.
Es ist eine regional wichtige Sprache und wird von den Gilima, Ngbundu, Mbandja und Monovölkern verwendet. Die Sprache wird auch in Grundschulen als Unterrichtssprache verwendet; nur 10 Prozent können allerdings Ngbaka lesen und schreiben. Den Status als Regionalsprache übernimmt in letzter Zeit immer mehr Französisch, die Amtssprache des Kongo.
Es gibt keine signifikanten mundartlichen Unterschiede innerhalb des Ngbaka, und es ist mutuell verständlich gegenüber anderen Mitgliedern des Gbaya-Dialektkontinuums.